# Brinon-sur-Beuvron
Brinon-sur-Beuvron is een gemeente in het Franse departement Nièvre (regio Bourgogne-Franche-Comté) en telt 219 inwoners (2009). De plaats maakt deel uit van het arrondissement Clamecy.

## Geografie
De oppervlakte van Brinon-sur-Beuvron bedraagt 8,1 km², de bevolkingsdichtheid is 27,2 inwoners per km².
De onderstaande kaart toont de ligging van Brinon-sur-Beuvron met de belangrijkste infrastructuur en aangrenzende gemeenten.

## Demografie
Onderstaande figuur toont het verloop van het inwonertal (bron: INSEE-tellingen).